# میزوچی

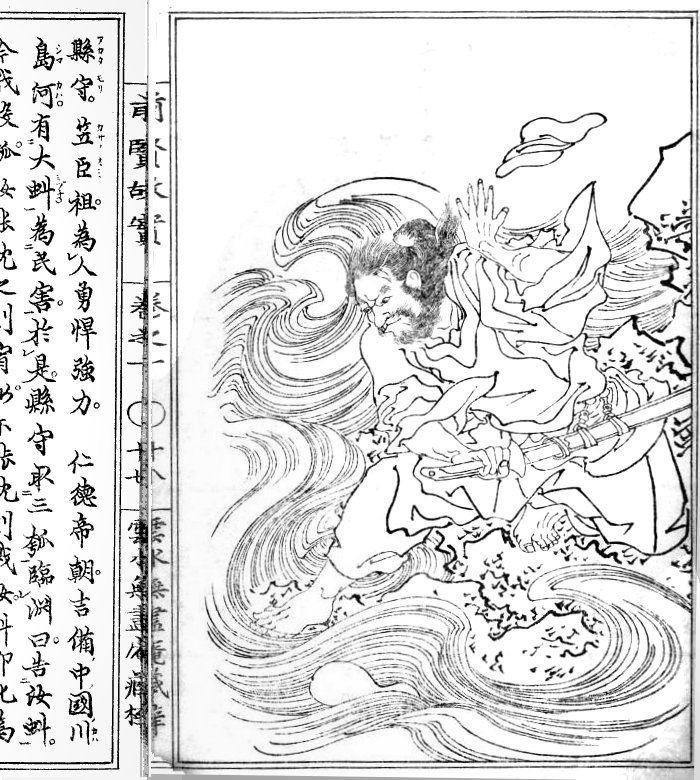
آگاتاموری در استخر با میزوچی مبارزه می‌کند. از زنکن کوجیتسو (۱۸۷۸)

میزوچی (大虬, 蛟龍, 蛟, 美都知) نوعی اژدهای ژاپنی یا موجود افسانه‌ای مار مانند است که یا در زیستگاه آبی یافت می‌شود یا به نحوی به آب مرتبط است. برخی مفسران آن را ایزد آب می‌دانستند. میزوچی در نیهون شوکی و یک شعر از مجموعهٔ مان‌یوشو توصیف شده است.

## مراجع اولیه
در رویدادنامه باستانی نیهون گی به میزوچی اشاره شده است. در شصت و هفتمین سال سلطنت امپراتور نینتوکو (که به‌طور مرسوم ۳۷۹ پس از میلاد است)، ذکر شده است که در استان مرکزی کیبی، در دوراهی رودخانه کاواشیما (川嶋河، نام کهن رودخانه تاکاهاشی در استان اوکایاما)، یک مار آبی یا اژدهای بزرگ (大虬) زندگی می‌کرد و زهرش را می‌دمید یا به بیرون خارج می‌کرد و بسیاری از رهگذران را مسموم و می‌کشت.
این میزوچی توسط مردی به نام آگاتاموری (県守)، جد قبیله کاسا-نو-اومی (笠臣)، از صفحه روزگار محو شد. او به برکه رودخانه نزدیک شد، سه کدو قلیانی پرتاب کرد که به سطح آب آمدند و جانور را به چالش کشید تا این کدوها را به زیر آب ببرد و تهدید کرد که اگر موفق نشود، او را خواهد کشت. هیولا به گوزن تبدیل شد و تلاش ناموفقی برای به زیر آب بردن آن‌ها انجام داد، که در نتیجه آن مرد هیولا را کشت. در ادامهٔ این شرح آمده است: «... او همچنین به دنبال یاران اژدهای آبی گشت. حالا خانوادهٔ تمام اژدهایان آبی، غاری را در ته برکه پر کرده بودند. او همهٔ اژدهایان را کشت و آب رودخانه به خون تبدیل شد. به این دلیل آن آب، برکهٔ آگاتاموری نامیده شد.
همچنین از میزوچی در مان‌یوشو، مجموعه باستانی اشعار ژاپنی به‌جای مانده‌ نام برده شده است. شعر تانکا شمارهٔ ۳۸۳۳ سروده شده توسط شاهزاده ساکایبه را می‌توان به‌طور خلاصه به این صورت بیان کرد: «می‌توانم سوار بر یک ببر از روی کلبه قدیمی، به برکه سبز بپرم و اژدهای میزوچی را آنجا از پا درآورم، ای کاش شمشیری در اختیار داشتم که می‌توانست دقیقاً همین کار را انجام دهد».